# Compagnia dell'anello
La Compagnia dell'anello (en français, la Communauté de l'Anneau) est un groupe italien de musique alternative de droite.

## Historique
Le groupe Compagnia dell'anello voit le jour en 1974 sous le nom de « Gruppo Padovano di Protesta Nazionale » et est toujours actif aujourd'hui. Il est souvent identifié au mouvement identitaire italien. L'un de leurs plus grands succès, « Il domani appartiene a noi » est d'ailleurs vite devenu l'hymne non officiel de la jeunesse nationaliste italienne.

## Discographie
- 1978 - Dedicato All'Europa, (réédité en 1995)
- 1983 - Terra di Thule, (Edizioni "Il Cerchio") (réédité en 2004)
- 1987 - Concerto per Almerigo, (Edizioni FdG Trieste)
- 1990 - In rotta per Bisanzio, (Edizioni "Il Cerchio") (réédité en 2004)
- 1997 - Concerto del Ventennale, (avec les Amici del Vento) (Associazione culturale Lorien)
- 2002 - Di là dall'acqua, (Associazione Culturale Compagnia Dell'Anello)